# Breda Beban
Breda Beban (Novi Sad, 1952. – London, 2012.) bila je jugoslavenska filmska i video umjetnica.
Breda je rođena u Novom Sadu, a studirala je umjetnost u Zagrebu. U Britaniju se preselila 1991.

## Karijera
Od 1986. do 1994. snimala je filmove i video radove u suradnji s Hrvojem Horvatićem. Godine 1992. sudjelovala je na izložbi Committed Visions u Muzeju moderne umjetnosti u New Yorku. Bebanina video instalacija na dva platna pod nazivom Najljepša žena u Guči predstavljena je na Venecijanskom bijenalu 2007., a kasnije je otkupljena za stalni postav Speed Art Museuma. Godine 2001. dobila je nagradu Zaklade Paul Hamlyn za vizualne umjetnike. Godine 2010. njezin je projekt Endless School predstavljen na bijenalu u Tatton Parku. Od 15. lipnja do 1. studenoga 2023. godine njeni radovi postavljeni su u Muzeju suvremene umjetnosti u Zagrebu u sklopu izložbe Vidljive.

## Videoografija
- Sve su naše tajne u slici sadržane, s Hrvojem Horvatićem (1987.)[13]
- Taking On A Name, s Hrvojem Horvatićem (1987.)[14][15]
- Geografija, s Hrvojem Horvatićem (1989.)[16][17]
- The Left Hand Should Know the Right Hand, s Hrvojem Horvatićem (1993.)[18]
- Absence She Said, s Hrvojem Horvatićem (1994.)[19]
- Hod tri stolice (2003)[20][3]
- Najljepša žena u Guči (2007)[9]

## Zbirke
Njezini su radovi uvršteni u zbirke Nacionalne galerije Kanade,  Zentrum für Kunst und Medien Karlsruhe-a, Zbirke Arts Councila, Muzeja suvremene umjetnosti u Zagrebu i Muzeja Tate i Neuer Berliner Kunstverein.